# 세르히 자단

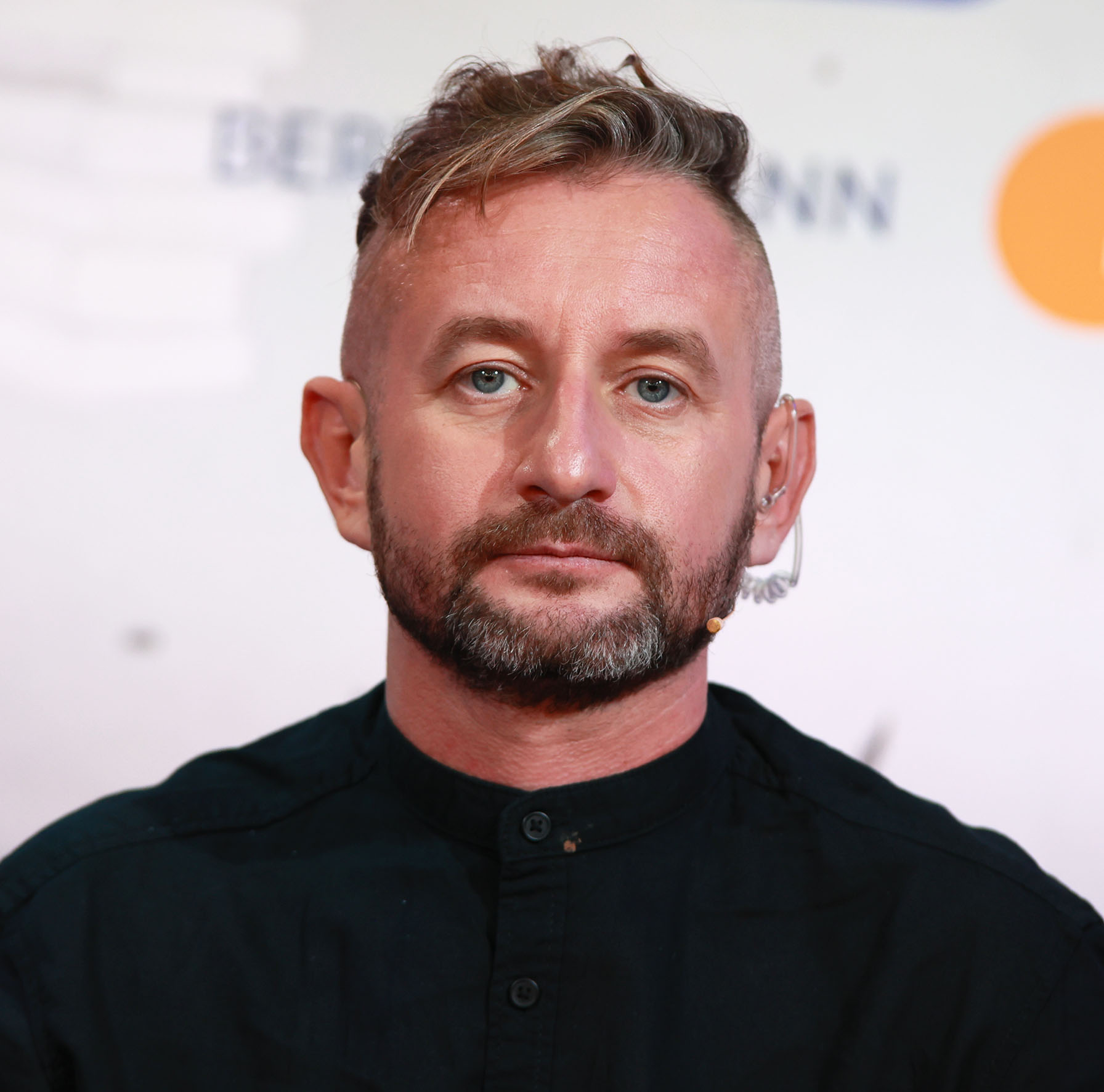
세르히 자단 (2022)

세르히 빅토로비치 자단(우크라이나어: Сергі́й Ві́кторович Жада́н, 1974년 8월 23일 ~ )은 우크라이나의 시인, 소설가, 번역가이다.

## 생애
1974년 8월 23일, 루한스크주의 스타로빌스크에서 태어났다. 그는 시인이면서 소설가, 에세이리스트로 활동했는가 하면, 기타 문학 작품 번역가로도 활동했다. 특히 그의 작품들은 Rimbaud, Charles Bukowski, Irvine Welsh 의 작품들과 비교되곤 한다.
세르게이 자단은 현대 우크라이나 문학을 설명하는데 있어 중요한 인물이기도 하다. 그가 쓴 시와 소설은 우크라이나 국내는 물론이고 국외에도 널리 알려져 있다. 자단은 Paul Celan, Charels Bukowsi 가 쓴 시를 번역하는가 하면, 독일, 영국, 벨라루스, 러시아 시들도 번역하기도 했다. 그가 쓴 작품들은 독일어, 영어, 폴란드어, 세르비아어, 크로아티아어, 리투아니아어, 벨라루스어, 러시아어, 헝가리어, 아르메니아어, 스웨덴어, 체코어, 노르웨이어 등으로 번역된 바 있다. 그는 1996년 하르키브 대학교를 졸업했으며, 그 뒤 3년간 대학원에서 철학을 공부했다. 그는 하르키브에서 살고 일하고 있다.
그는 글쓰기는 물론이고, 밴드 활동, 시 번역, 문학 페스티벌 개최 등 다양한 활동을 하고 있다. 2015년 10월 17일, Wroclaw에서 그의 저서 "메소포타미아"로 안젤루스 문학상을 수상했다. 그의 소설 "Depeche Mode"는 독일의 무대 감독 Marcus Bartl가 각색하여 우크라이나 하르키브와 독일에서 공연을 하고 있다.